# ロミオの青い空
『ロミオの青い空』（ロミオのあおいそら）は、1995年1月15日から12月17日まで、フジテレビ系列で毎週日曜19:30 - 20:00（JST）に全33話が放送された、日本アニメーション制作のテレビアニメ。『世界名作劇場』の第21作目に当たると同時に、地上波テレビシリーズとしては通年で放送された最後の作品でもある。

## 概要
原作はドイツの作家、リザ・テツナーの『黒い兄弟』（Die schwarzen Brüder）。1990年代に放送された世界名作劇場作品の中では比較的マイナーな原作であり、酒寄進一による邦訳版は1988年に福武書店から刊行されている。原作は少年売買や労働の苛酷さを中心にストーリーが展開されるが、本作品では少年たちの生きる様と友情に描写の重点が置かれている。特にロミオの親友であるアルフレドは、物語後半において中心的な役割を担うなど、原作より遥かにクローズアップされている。
本作品が放送された1995年は、バレーボールワールドカップやプロ野球の中継などのために、数週にわたる放送休止が頻発しており、総話数は前年までよりもさらに少なくなっている。特に9月以降はその傾向が顕著に表れており、第28・29話、第30・31話の間にそれぞれ一月以上の休止期間が存在し、11月に至っては直前の時間帯に放送されていた『キテレツ大百科』と共に、一度も放送がないという事態まで発生した。また第31・32話は放送局側の都合で急遽挿入された単発エピソードであり、本来は全31話の予定であった。
第2話「運命のはじまり・炎の中の家族」は、阪神・淡路大震災が起こった翌週に放送されたが、ルイニの放火により山火事が起こり、ロミオの父が大怪我を負うという内容であったため、被災地域の心情に考慮し放送を中止しようという意見が出ていた。しかしこの話を中止すれば、物語のテーマや構成、登場人物の性格にまで影響を及ぼすことになり、テレビシリーズとして成立させることが困難になるとの判断から、あえて放送に踏み切っている。放送後には「不謹慎だ」という批判、叱咤の言葉が寄せられた一方で、阪神・淡路大震災の被災者並びに同年3月に発生した地下鉄サリン事件の被災者・被害者から「よかったよ、夢をありがとう」などといった感想も多く寄せられた。また、主人公ロミオの健気な生き様を見て『勇気が出た』など、いじめなどに遇っていたり自殺を考えた視聴者から、演じた折笠愛宛てに感謝の手紙が寄せられたことがムック本で綴られている。
2015年に日本アニメーションの公式サイトで行われた世界名作劇場の人気投票ではあらいぐまラスカルに次ぐ2位。その後ITmedia（ねとらぼ）で何度か行われた人気投票でも繰り返し上位に名を連ねており、世界名作劇場の後期作品の中でも根強い人気が見られる作品の1つである。

### 放送終了後の展開
2001年に福武書店版「黒い兄弟」の復刊を目指すリクエスト票集めが復刊ドットコムで開始され、2002年9月にあすなろ書房から新装版で出版された。この新装版は全国の公共図書館の多くに配架されている。これに続いて番組ムック本も2003年に復刊され、その後も脚本家公認の脚本集・10周年記念ブックなどが新たに出版されている。このように『世界名作劇場』作品の中では、関連書籍の出版が活発に行われた作品である。
2005年9月に、当時の制作関係者を交えた10周年記念イベント「10～dieci～」が開催され、300人以上のファンが集まった。
本作品は2度にわたって舞台化もなされており、2009年3月には男性声優集団be-Viesによる本作品の舞台版「ロミオの青い空〜もうひとつの空〜」が上演された他、これとは別に2022年3月末から4月頭にかけて、ミュージカル「ロミオの青い空」も上演された（詳細は後述）。
2020年6月、日本アニメーションは「世界名作劇場」シリーズの新プロジェクトとして「世界名作ノスタルジア」を始動。その第1弾として、放送から25周年を迎えた本作品の大人向けアイテムである「Romeo lo spazzacamino（ロミオ ロ スパッツァカミーノ）」が発表され、作画監督・キャラクターデザインを担当した佐藤好春による原画アートの新規描き起こしや、それを元にしたインテリア雑貨などの発売も含めた、様々な展開が実施された。

## あらすじ
19世紀半ば、スイスのソノーニョ村で11歳の少年ロミオは家族と共に平和に暮らしていた。そんなロミオたち一家に人身売買人、死神ルイニの魔の手が伸びる。ロミオの父ロベルトは頑なにロミオを売り渡すことを拒み続けるが、遂に病に倒れてしまう。それを見たロミオは医者を呼んで父を救うため、自分の身を売ることを決意する。こうして、ロミオは煙突掃除夫としてミラノの街へ旅立つのであった。
旅の途中、ロミオは同じく煙突掃除夫になるためミラノに向かう少年アルフレドと出会う。ミラノに着いた後しばらくアルフレドとは別れ、煙突掃除夫としてつらい日々が続くが、アルフレドと再会を果たし、二人は親友となる。後に他の煙突掃除夫の仲間たちを集め、不良少年ジョバンニ率いる狼団に対抗するため、黒い兄弟という同盟を結成する。

## 登場人物
声の項はテレビシリーズでの声優で、演の項は舞台版、ミュージカル版の俳優。
- ナレーション - 池田昌子

### 黒い兄弟
煙突掃除夫の少年たちが結成した組織。初めて誓いを立てた時は9名だった。後に2名仲間が増え、11名となる。アンジェレッタを仲間として受け入れようという声もあった。作中終盤ではビアンカが加わるも、アルフレドが後に亡くなる。
結成する以前は、狼団による妨害を受けていた。
初めて狼団と決闘を申し込んだ際には、あらかじめ罠を仕掛けておいたため、狼団（ジョバンニ不在）に勝利する。
次の決闘では、アルフレドを人質に取られるも、狼団（サソリ団含む）を相手に善戦する。決着がつかなかったため、ジョバンニの提案した一騎討ちでロミオがタキオーニを破り、アルフレドを取り戻した。
ロミオ
声 - 折笠愛 / 演 - 吉村和紘（舞台版）、大薮丘（ミュージカル（2022年・2025年））
主人公。快活で素朴、分け隔てない優しい性格、澄んだ目をした11歳の少年。スイスのソノーニョ村で家族と暮らしていたが、少年狩りでソノーニョ村を訪れた死神ルイニに目を付けられ、ルイニが故意に起こした山火事で目を患った父ロベルトの治療費を稼ぐため、自らを売ることを決意。煙突掃除夫としてミラノへと連行される。
幸運にも人のよいマルチェロ親方に雇われるが、女将のエッダや息子のアンゼルモからは辛く当たられ、食事は十分に与えられない上、逃亡阻止用に施錠された牢屋のような倉庫部屋で暮らす日々が続く。
中盤でアンゼルモの謀略でエッダに盗みの濡れ衣を着せられてしまうが、警察署に仕掛けられた爆弾からマルチェロや署長を救った功績と、アンジェレッタの証言で潔白を勝ち取り、仕事の時間以外は自由の身となる。
その後、再会したアルフレドと煙突掃除夫の少年たちの互助同盟グループ「黒い兄弟」を結成。黒い兄弟のリーダーとなったアルフレドの相棒として活躍する。イタリア語を話すようだが、教育水準の関係で文字の読み書きができず、アンジェレッタの助けを借り、賢く大人びたアルフレドを目指して勉学に励むようになる。
終盤ではアルフレドを喪ったショックから立ち直れず、黒い兄弟の仲間たちにも反発されたが、ビアンカからアルフレドの遺言を伝えられたことをきっかけに気力を取り戻す。アルフレドの遺言通りに黒い兄弟の2代目リーダーを拝命し、アルフレドの遺志を実現しようと決心する。第32話（編成の都合で急遽制作された）で屋根から転倒し骨折、カセラ教授宅に居候してアルフレドが読んでいた白鯨などの本に読みふけり、勉学に励み教師になる夢を持つに至る。翌年の春に煙突掃除夫の契約満了により帰郷する。
約10年後、故郷ソノーニョ村で教師となり、子供たちに文字の読み書きを教えている。ビアンカと結婚し、彼女との間に生まれた一人息子に「アルフレド」と名づけた。
原作では「ジョルジョ・ベルナスコーニ」という名前である（ドイツ語版では、ロミオの名前は原作通り「ジョルジョ(Giorgio)」に変更されている）。また本アニメでは前述通り、ミラノに来てから半年後に契約満了で帰郷しているが、原作ではロッシ家での冷遇に耐えかねて黒い兄弟の3人の仲間と共にミラノから逃げ出した後にルガーノのカセラ教授に身を寄せ、9年後に教師としてソノーニョ村へと帰郷する。
アルフレド・マルティーニ
声 - 藤田淑子 / 演 - 木村英貴（舞台版）、新里宏太（ミュージカル（2022年・2025年））
ロミオがミラノへ行く道中に出会った少年。日頃から本を読んでいて、豊かな知性と教養、気高く優しい心を持つ。ロミオより1歳年上。カセラ教授からも「神に特別に愛された少年」と評されるほど、非の打ち所の無い完璧な美少年として描かれている。
ロカルノでリンゴ泥棒扱いされたロミオを助けたのが縁でロミオの親友となった。ミラノで煙突掃除夫として親方に売られた後、聖バビラ教会でロミオと再会し「黒い兄弟」の初代リーダーとなった。強いリーダーシップとカリスマ性を持ち、彼自身は争いを好まず、直接手を出すことは滅多にない。泳げないのが唯一の弱点。ロミオたちと永遠の友情を誓う。
貧困によって好きな時に勉学に励めない子供たちの境遇を憂い、「自由に学び、自由に生きられる時代」を志して、ロミオと共に新しい時代を創ろうと誓う。しかし、シトロン親方に酷使されて肺結核にかかってしまい、自身の余命が僅かなことを悟る。
その素性は貴族マルティーニ子爵の息子。叔父のマウリッツィオとその妻グラゼーラの策略で両親を殺され、さらに妹のビアンカ共々放火殺人の犯人に仕立て上げられた過去を持つ。当初は人間不信に陥っており、後に「ロミオがいなければ復讐を誓うだけのつまらない男になっていただろう」と回顧している。終盤ではマウリッツィオ夫婦に命を狙われながら、黒い兄弟や狼団の支援で大公の晩餐会へ乗り込み、国王に叔父夫婦の悪事と自らの無実を証明した。その日の晩にロミオと聖バビラ教会へ礼拝に向かい、ロミオにビアンカを託して日の出とともに息を引き取る。
原作では「コシーニ」という姓である（ビアンカも同様）。また貴族出身ではなく金持ちの息子という設定で、ミラノに来た経緯が異なるほか、キャラクターも本作品のような完全無欠な描写はない。
ビアンカ・マルティーニ
声 - 岡村明美 / 演 - 山田敦史（舞台版）、田上真里奈（ミュージカル版（2022年））
「黒い兄弟」12人目の仲間であり、アルフレドの実妹。甘えん坊で寂しがりやだが、お転婆で気が強い一面も持つ。アルフレドのことが大好きで、常にアルフレドが自分の方を見ていないと気が済まない。その為、当初はロミオに対しやきもちを妬くが、やがてアルフレドが最も信頼するロミオへ次第に興味を持つようになる。
兄のアルフレドと共にマルティーニ子爵の遺児。叔父夫婦に両親殺害の濡れ衣を着せられて兄と逃亡し、追っ手の目を欺くために髪を切った。兄と共にある農夫の家に身を寄せるが、兄が煙突掃除夫としてミラノに旅立った後で叔父夫婦に発見され、監視下に置かれていた。後にロミオや黒い兄弟たちの協力を得たアルフレドに救出され、兄と共にイタリア国王へ真相を明かした。
ロミオが帰郷した後はカセラ教授の下で住み込み看護婦として働く。後に教師となったロミオと結婚し一子を儲ける。その子に実兄と同じ名を授けた。
原作ではミラノに来ることはなく、スイスのロベレド村でアルフレドの帰りを待ちわびている。後にアルフレドの遺言に従って自身を訪ねて来たロミオ（ジョルジョ）と共にカセラ教授の家で暮らすようになる。
ダンテ
声 - 柊美冬（現・石村知子） / 演 - 能登谷祐治（舞台版）、南部海人（ミュージカル版（2022年））、弦間哲心（ミュージカル（2025年））
ロミオやアルフレドと同じくルイニに買われた少年で、ミラノへ向かう道中のロカルノの町でロミオと出逢う。坊主頭で大きめの帽子を深々と被っている。一見たちが悪そうに見えるが心優しく、自らを「ダンテ様」と呼んで戯けたりするなど、ひょうきんな性格。少々見栄っぱりで、カセラ教授曰く無鉄砲なところがある。
夜のミラノで狼団に絡まれていたロミオを救い、再会を果たす。アルフレドが他界した際には、無気力状態となっていたロミオに喝を入れるべく決闘を挑んだ。またニキータへ想いを寄せていた描写もあった。
春にロミオ、ミカエル、アントニオと共に契約満了で帰郷する。
誰かのセリフの後に「そういうこと」と付け足すことがある。
脚本集に描かれた10年後では密輸船に乗っている。
ミカエル
声 - 石川寛美 / 演 - 輝山立（ミュージカル版（2022年））、大平峻也（ミュージカル（2025年））
黒い兄弟内では最年少。気が弱く泣き虫。いつもオオカミ団に狙われているほか、よく敵役にも狙われる。ロミオから弟分として可愛がられる。
母の手伝いをしていたこともあり、裁縫が得意。ミラノへ来る際に母からもらった聖母マリアのペンダントをお守りとして身につけている。
春に契約満了でロミオ、ダンテ、アントニオと共に帰郷する。
アントニオ
声 - 高乃麗 / 演 - 根来武志（舞台版）、小波津亜廉（ミュージカル版（2022年））、皆木一舞（ミュージカル（2025年））
漁師の息子（ドラマCDより）。自身より先に弟がミラノで煙突掃除夫として働いていたが、飢えと寒さの為に亡くなっていることを認識している。自身は脱走しようと試みるが、結局ミラノに来て煙突掃除夫となる。
原作では喧嘩が非常に強く、本作品でもリナルドを転倒させるなどしている。
春に契約満了でロミオ、ダンテ、ミカエルと共に帰郷する。
アウグスト
声 - 岡野浩介 / 演 - おでぃ（ミュージカル版（2022年））、高田誠（ミュージカル（2025年））
黒い兄弟のメンバー内で一番体格がよい。ロミオと同様、行動派で自身こそが勇敢だと思い込んでいた。終盤ではロミオにリーダーになることを委ねている。
ベナリーボ
声 - 岩永哲哉 / 演 - 八巻貴紀（ミュージカル版（2022年））、吉澤翼（ミュージカル（2025年））
ジルバ横丁に住む。寝相が悪いらしい。黒い兄弟内ででいちばん背が高いが痩せている。
バルトロ
声 - 田野恵 / 演 - 米澤賢人（ミュージカル版（2022年））
ロミオより少し先に煙突掃除夫としてミラノに連れて来られたらしく、一足先に帰郷している。
ジュリアーノ
声 - 大塚瑞恵（現・大塚みずえ） / 演 - 吉元祐典（ミュージカル版（2022年））
ロミオより少し先に煙突掃除夫としてミラノに連れて来られたらしく、一足先に帰郷している。
エンリコ
声 - 丸尾知子（現・Chiko） / 演 - 佐藤弥益（ミュージカル版（2022年））、設楽銀河（ミュージカル（2025年））
あまり目立たない存在。ロミオにアウグストのことを教える。
パウリーノ
声 - 田野恵
ロミオより少し先に煙突掃除夫としてミラノに連れて来られたらしく、一足先に帰郷している。狼団との決戦時には組織を抜けだそうとしたが、ロミオの説得によって思い止まる。

### 狼団
ミラノで有名な不良少年グループ。秘密基地も存在し、上下関係もある。暴行、窃盗、脅迫など悪事を働く。煙突掃除の少年達をよそ者という理由で目の敵にしており、ターゲットにする。
ジョバンニ
声 - 檜山修之 / 演 - 高坂龍史（舞台版）、塩田康平（ミュージカル版（2022年））、石橋弘毅（ミュージカル（2025年））
ミラノの町の不良グループ・オオカミ団のリーダー。原作の「あばた」に相当（ただし、原作と異なり、アントニオから制裁されない）。
腕っぷしもグループの中で一番強く、自身より大柄な大人の用心棒や、他不良グループの怪物を倒してしまうほどである。頭の回転もよく駆け引きもでき、ミラノの不良たちのカリスマ的存在。アルフレドを抜いた黒い兄弟に決闘を挑む等、目的の為には手段を選ばない。父親をアルフレドと同じ病で亡くしている。
殴られても降伏しないアルフレドにライバル心を抱き、倒すことに執着するようになる。アルフレドと関わってからは狡猾な手段を嫌うようになった。敵でありながら後に数々の事件をなりゆきながら共に解決していくうちに次第に彼とは奇妙な友情心を芽生え始める
自身を犠牲にしてアルフレドを助けようとしたロミオに感服し、国王に謁見するアルフレドと黒い兄弟に一時協力しその後遂にアルフレドだけでなく黒い兄弟その者と和解への道に進むこととなる。アルフレドに決闘の証としてスカーフを譲られ、その後アルフレドの葬儀で半分に破り片方を返す。最終回ではロミオに「オオカミ団は今後も黒い兄弟と同盟を結ぶ」と誓約する。
アルフレドの死は彼とって精神的にも相当なショックだったのか彼の死後、黒い兄弟たちを掛け替えのない友たちと認識し狼団のメンバーと同じぐらい大切な存在として認識するようになる。
脚本集に描かれた10年後では、ニキータと結婚してアルフレドの墓にそのことを報告している。
ニキータ
声 - 石津彩 / 演 - 七木奏音（ミュージカル版（2022年））、小鳥遊あみ（AVAM）（ミュージカル（2025年））
オオカミ団の紅一点で初登場は第7話「天使の住む家」。勝ち気でぶっきらぼうな少女。男の子の恰好をしており腕っぷしも強い。酒場の親父に使用人として使われている。実業家の父を持つ中流階級の家柄の子で、文字の読み書きができる。ジョバンニとは昔馴染みで、過去の秘密を共有する仲。
意地っ張りだが根は優しく、アルフレドはニキータにビアンカの面影を見出した。アルフレドを捕らえて黒い兄弟を叩きのめすことを提案し、決闘ではタキオーニを応援するが、黒い兄弟が勝つとアルフレドを解放して明るく去った。アルフレドに惚れているが、素直になれず憎まれ口を叩き続けている。
ビアンカ救出の際は黒い兄弟と共に行動を共にしビアンカの救出に貢献。狼団と黒い兄弟の同盟も彼女の働きかけが結果的に功を為す結果となった。国王に謁見後はビアンカとは良き友人関係を築いている。
みすぼらしいなりだが、アルフレドに「髪に花を飾ったら似合うだろう」と言われるほどの美少女。アルフレドを喪った悲しみに負けまいと真冬の海に飛び込んだ。最終回ではアルフレドの墓の前で髪に花をさし、ミラノを去るロミオに、「これからもアルフレドの墓を守ってほしい」と頼まれ快諾した。
リナルド
声 - 中原茂 / 演 - 保坂薫（舞台版）、鈴木凌平（ミュージカル版（2022年））、小椋涼介（ミュージカル（2025年））
オオカミ団のナンバー2。別名は赤毛のリナルド。顔半分が前髪で隠れている美少年。サソリ団を倒してジョバンニに「将軍」に任命される。あまり感情的にならない性格。身のこなしが軽く腕っぷしも冴えているが、ジョバンニ不在の戦いでは、頭脳戦に負けている。黒い兄弟との同盟後はロミオからも一目置かれ頼りにされている。
タキオーニ
声 - 太田真一郎 / 演 - 岩崎匡浩 （舞台版）、吉田英成（ミュージカル版（2022年））、辻憲斗（ミュージカル（2025年））
オオカミ団のメンバー。腕力に長けているが、道具（樽、縄、刃物）を使って相手を倒すことを得意とする卑劣な面がある。ジョバンニに狼団の「副将軍」にしてくれるように頼むが却下されている。あだ名はブルだが作中で呼ばれている場面はない。気が短く、すぐに簡単な罠に引っ掛かる。アンゼルモが騎士（ナイト）になるかもしれない時は動揺を隠せなかった。
ロミオをライバル視しており、ロミオと一対一で決闘も行っている。その際、「素手のみで戦う」というルールを破ってナイフを使い共倒れとなるが、それによりジョバンニの怒りを買って反則負けとなる。アルフレドが国王に謁見した際には、マウリッツォの用心棒を一撃で倒すなど、かなりの活躍を見せている。
終盤ではロミオと意気投合し、彼が帰郷する際には再会を誓い合っていた。
リオ
声 - 丸尾知子（現・Chiko） / 演 - 手塚慶之（舞台版）、山内涼平（ミュージカル版（2022年））、大見洋太（ミュージカル（2025年））
オオカミ団のメンバー。別名はねずみのリオ。小柄でそばかす顔の少年。
オオカミ団の偵察係で、すばしっこく要領が良いうえ、狡猾で意地も悪い。タキオーニと組んで行動することが多い。口癖は「さすが天下の○○さんだ」「ざまあカースケ」。サソリ団や黒い兄弟相手にひとりだけピンチになったこともある。実際に黒い兄弟と同盟関係になった以降何かと双方の組織が事件に巻き込まれるたびにピンチとなり黒い兄弟の面子に何度も助けられ泣きを見る結果がとなっている。ただし隠密的なスキルは確かなもので幾度ともなく黒い兄弟のピンチを救うのに貢献している。
様々な事件を彼らと解決していった結果ロミオがミラノを去る際には涙ぐむほどの信頼関係をもつほどに至った。
ファウスティーノ
声 - くじら / 演 - 辻本将平（ミュージカル版（2022年））、平川聖大（ミュージカル（2025年））
オオカミ団のメンバー。巨漢で、普段は愚鈍でおとなしいが、怒ると見境がつかなくなる。ニキータと共に、黒い兄弟との和解前からロミオには友好的で町で会えば普通に会話したり、サソリ団戦では相手に拳があたらず、転んだ拍子に運よく勝った程度で、根は穏健な性格である。
アンゼルモ・ロッシ
声 - 柏倉つとむ（現・カシワクラツトム） / 演 - 大野瑞生（ミュージカル版（2022年））、二葉要（ミュージカル（2025年））
マルチェロとエッダの実子。年齢はロミオと同年代。性格はエッダ似で意地が悪い。嘘が得意で親の前では猫をかぶり、ことあるごとにロミオに嫌がらせを行う。
物語序盤では狼団の参謀役として登場。
自身をロシアの伯爵家の血筋と偽り狼団に出入りしていたが、アンジェレッタの日記でそれが虚偽であること、さらに裏では狼団の面子を見下していたことまで明るみにされ（原作ではロミオに不意打ちを食らわせ）、制裁を受け追放される。その逆恨みとロミオがアンジェレッタと親密になっていくのが気に食わないことから、ロミオに泥棒の濡れ衣を着せる。アンジェレッタの証言によって真犯人だと明るみにでるが、ロッシが場を収めたことで訴えられずに済む。以後は露骨な嫌がらせをすることはなくなった。最終回ではロミオに対抗意識が芽生えたらしく、最後まで和解はしなかった。
卑劣な性格の持ち主ではあるものの、アンジェレッタには嘘偽りのない親愛の情を持ち接しており、彼女の前だけでは日頃の狡猾な振る舞いは鳴りを潜め、悪事を糾弾された時には羞恥・狼狽している。また、不満気ながらもアルフレドの葬式費用のカンパに協力し、葬儀にも参列していた。
結局最後まで彼は狼団への復帰は実現しなかった。
脚本集に描かれた10年後では、結婚して妻の尻に敷かれている。脚本上ではマルチェロの言葉で改心する予定だったが、監督の意向により改心しない方向に修正された。

### 旧サソリ団
狼団と対立しているミラノの不良グループ。マルコやトニオが中心となっており、クラウディオという怪物がいる。計6名。
ニキータを罠にかけるつもりが逆手をとられて劣勢となり、刃物でリオを人質にするもジョバンニが現れ、敗退する。
再戦のクラウディオとジョバンニの一騎討ちでも完敗する。その後、全員で狼団の仲間へと加わり、黒い兄弟との決戦にも参戦する。
終盤では全く登場せず、狼団も6名で行動している。

### ミラノの住人
マルチェロ・ロッシ
声 - 安西正弘 / 演 - 中本雅俊（ミュージカル版（ミュージカル（2022年・2025年））
ミラノでロミオを85リラで買い取り雇った煙突掃除の親方。酒好きで恐妻家。奇縁からアンジェレッタの養父となる。人は好いが、女房エッダの尻に敷かれている。ロミオが泥棒の濡れ衣を着せられた時は息子アンゼルモの嘘を鵜呑みにするが、警察署爆破テロの際に自身を庇ったロミオを見て真実を悟り、以後は休日を与えるなどロミオに対し穏和になり、ロミオからも父親同然に慕われるようになっり次第に彼をもう一人の息子として見るようになり何よりも大切で失いたくはないかけがえのない存在として認める。中盤以降では契約関係など関係なく彼を養子扱いとして見るようになり彼の勉学にも積極的に支援する。またアルフレドの妹ビアンカを引取り彼が成人し迎えに来るまで彼女を最後まで面倒を見続けた。
エッダ・ロッシ
声 - 羽鳥靖子 / 演 - あべこ（ミュージカル版（2022年・2025年））
マルチェロの妻。肥満体型の中年女性（原作では痩身であり体型が異なる）。ケチで口うるさく、いつもマルチェロを尻に敷いている。息子のアンゼルモを溺愛しているが、養女のアンジェレッタにも変わらぬ愛情を注いでいた。
ロミオをこき使いことあるごとに辛く当たったが次第に愛情が芽生え始める。アルフレドが亡くなってからは僅かながらロミオに優しくなり中盤以降自身の息子として完全に認識する。近所の住人からロミオを馬鹿にするような発言をされた際には「私の息子を馬鹿にするのか!」と発狂欄になるほど怒り狂う姿を周囲に見せドン引きされる。アンジェレッタとビアンカそろそろどちらにするのか男として覚悟を決めろと言いロミオを困らせるほどの親バカぷりを彼に見せた。
ロミオがミラノを去る際にはいつものようなきつい態度を取りながらも、物陰では「この家も寂しくなる」と涙を見せていた。
アンジェレッタ・モントバーニ
声 - 川村万梨阿 / 演 - 北澤早紀（AKB48）（ミュージカル版（2022年））、織田奈那（ミュージカル（2025年））
ロッシ親方がイザベラ・モントバーニ伯爵夫人から預かった10歳（作中で11歳の誕生日を迎える）の養女。アンゼルモの義妹。多くの人に「天使」と表現されるほどの美少女。病弱で絵を描くのが好き。素直で心優しく、お腹を空かせていたロミオに手紙を送ってやり取りをした後に対面し、マルチェロたちと内密で親交を深めるようになる（ただし、一度手紙と間違って日記を渡してしまったことがあり、アンゼルモが狼団から追放される原因となった）。以来ロミオとは親密になり、後に愛を告白して両想いとなる。
黒い兄弟の協力で祖母イザベラと対面した後に和解し、療養のため引き取られる。ストーリー中盤を支えた名ヒロインとも言える存在だったが、持病の治療のためイザベラと共にパリに渡り、終盤は全く登場しなかった。
脚本集やインタビューによると18歳で病死し、脚本集には写真を見つめるイザベラが描かれている。
原作ではマルチェロとエッダの実子であり、貴族の娘という設定ではない。風貌もくしゃくしゃの青みがかかった髪となっており、物語終盤に息を引き取る。
ミミ・ロッシ
声 - 麻生美代子
マルチェロの母親。作中で久し振りに息子一家のもとを訪れる。豪快で威勢が良く、エッダやアンゼルモを散々に振り回した。マルチェロも未だに頭が上がらない。曲がったことが大嫌いで、実孫であるアンゼルモの狡猾な本性を鋭く見抜き、むしろ素直でマルチェロの少年時代に似ているロミオを気に入り目をかけていた。
マデーラ
声 - くればやしたくみ
ロッシ家の向かいに住む気さくな夫人。いつもマルチェロをからかっている。夫婦ゲンカをするととても恐ろしく、指を鳴らして殴りかかろうとする。
エミリオ
声 - 塩屋浩三
ミラノの酒場のマスター。彼の経営する酒場で死神が買ってきた子供の取り引きが行われる。
カセラ
声 - 有本欽隆 / 演 - クラウス（ミュージカル版（2022年））、鷲尾昇（ミュージカル（2025年））
ミラノに住む大学教授。ロミオとアルフレドの素質を見抜く。親切な人物で、ロミオが煙突掃除に訪れた際に絵本をプレゼントしたり、アルフレドにも本を貸し与えた。またアルフレドの素質を見抜いていた数少ない人物でもある。医師としての見識もありアルフレドの体調を気にかけた。後にビアンカを引き取る。
ロミオが骨折した際には自宅で介護し、その間に数々の本や知識を授けた。
原作ではミラノではなく、スイスのルガーノ在住。
ピア
声 - 中村尚子
カセラ教授の屋敷のメイド。主人に似て親切な人柄である。
モレッティ
声 - 峰恵研
ミラノ警察署の署長。爆破テロの際、ロッシ親方と一緒にいるところをロミオによって救われ九死に一生を得る。この一件でロミオの潔白を確信したロッシ親方の証言もあって、ロミオを無罪放免にした。
マツェオ
声 - 西村知道
ダンテの親方。ダンテ同様お調子者でお人好し。マルチェロからアンジェレッタの素性について口止めされていたが、ロミオたちに口を滑らせてしまう。
シトロン
声 - 佐藤正治 / 演 - 鈴木たけゆき（ミュージカル版（2022年）
アルフレドを86リラで買い取った親方。アルフレドがカセラ教授から借りてきた本を暖炉に投げ込む等、底意地が悪い。親方とは名ばかりに、自身は酒を飲んでばかりで仕事もせず、アルフレドをひたすら酷使したことで彼を死に追いやる遠因ともなった。アルフレドの葬式には出席していない模様。
原作では「シトロン」はあだ名で、本名は「ジュゼッペ」である。
イボ
声 - 辻親八
強盗団の親分。警察に捕まり脱走を企てる。
フランコ
声 - 塩屋浩三
警察に捕まった強盗団の親分を助ける為、警察署を爆破しようとした主犯。彼のせいでロミオまで殺されそうになる。
カミラ
声 - 弘中くみ子
フランコの仲間の女強盗。
テオ
声 - 丸山詠二
ロッシ家の向かいに引っ越してきた人形使いの老人。優しく、アンジェレッタから慕われている。息子のレオンと絶縁しており、孫のナナには父親はすでに亡くなっていると偽っている。
ナナ
声 - 鈴木砂織（現・杉本沙織）
テオの孫娘。明るく無邪気な性格で、アンジェレッタにも懐いている。
レオン
声 - 小野健一
テオの息子でナナの父親。病弱な娘のために医者を志し人形芝居を飛び出し、カセラ教授を頼って立派な医者となった。
クリスチーナ
声 - さとうあい
ロミオが20リラを稼ぐ為に離れの掃除と修理を頼んだ家の夫人。
リド
声 - 星野充昭
ミラノの町の露天商の主人。スペインで仕入れてきた高価な壷をミカエルに割られ、代償としてミカエルが大切にしていた聖母マリアのペンダントを取り上げる。

### ソノーニョ村の住人
ジェシカ
声 - 藤井佳代子 / 演 - 大月さゆ（ミュージカル版（2022年）
ロミオの母。前夫（ロミオの実父）を戦争で亡くし、ロミオが2歳の時にロベルトと再婚する。厳しくも優しい女性。ロベルトが実の父親ではないと知ったロミオに、ロベルトがロミオに深い愛情を注いできたことを説く。
原作では「アンナ」という名前である。また父親ではなく彼女が足を骨折したことが原因で、ロミオ（ジョルジョ）は身売りされることとなる。
ロベルト
声 - 大林龍之介（現・大林隆介）
ロミオの義父。14歳の時に「勇者の木登り」で優勝しており、ロミオの憧れの存在。ソノーニョ村で農業を営んでいるが不作続きで貧しい生活を送っている。ルイニにロミオを売り渡すことを頑なに拒むが、ルイニに収入源のとうもろこし畑を燃やされた上、ヤギを逃がす途中で負った火傷がもとで目の病を患ってしまう。
教育を受けられず家族にも貧しい生活をさせていると憂い、ロミオが自身よりも立派な大人になることを望んでいる。溺れているルイニを見たロミオは、「本当に強い者は人を殴ったりしない。人を恨んだりもしない。本当に強いのはどんな時にも人に優しくする勇気を持った者だ」というロベルトの言葉を思い出した。
原作では実父ではないという設定はなく、ロミオ（ジョルジョ）の身売りもマリアに唆されて本人には黙ってルイニと契約している。
カルロとピエトロ
声 - 嶋方淳子、南杏子
ロミオの双子の弟。ロベルトとジェシカの間に生まれた子供で、ロミオにとっては異父弟。
マリア
声 - 沼波輝枝
ロミオの祖母。老いてなお矍鑠とした、元気で威勢のいい女性。
原作ではジェシカ（アンナ）が骨折し痛みに堪える様を見て、ロベルトにロミオ（ジョルジョ）を半年身売りするよう唆している。
アニタ
声 - 丹下桜
ロミオの幼馴染み。ロミオにキスを迫るなど無邪気に将来を約束する。
本作品では出番は序盤のみで最終回にも登場しなかったが、原作ではエンベリーノと結婚している。
リサ
声 - 遠藤晴
アニタの祖母。ロミオがロベルトの実の息子ではないとジーナに話しているのをロミオに聞かれてしまう。
ジーナ
声 - くればやしたくみ
アニタの母。
チノ
声- 高戸靖広
アニタの兄。
マリオ
声 - 柳瀬洋美（現・やなせなつみ）
アニタの弟。
スカラ
声 - 西村知道
ソノーニョ村の雑貨屋兼飲み屋を経営する男性。村人たちが支払いに困った時はツケで商品を売るが、取りたては厳しい。
エンベリーノ
声 - くじら
スカラの息子。ロミオより年上(原作では2歳年上)で体つきも大きい。乱暴者のいじめっ子。勇者の木登りに参加した。
マルコ
声 - 岩永哲哉
勇者の木登りに参加した子供の一人。
カニオ
声 - 丸尾知子
勇者の木登りに参加した子供の一人。
神父
声 - 名取幸政
ソノーニョ村の教会の神父。村で唯一字の読み書きができる人間。ロミオに鐘突きの仕事を任せている。名前は不明。
ジョルジョ
ソノーニョ村で教師になったロミオの生徒の一人。原作のロミオと同じ名前を持つ。

### その他
イザベラ・モントバーニ
声 - 山口奈々 / 演 - 久世星佳（ミュージカル版（2022年）
アンジェレッタの祖母で伯爵夫人。冷淡で厳格な性格から「氷の伯爵夫人」の異名を取る。平民の女性と結ばれた息子のことを亡くなった後も許容することができず、屋敷に出入りするロッシ親方に孫であるアンジェレッタを預けていた。ロミオたちの協力でアンジェレッタはイザベラと会うことに成功し、イザベラも永いわだかまりを捨て彼女を療養のため引き取ることにした。
アルフレドがロミオらと国王に謁見しようとした際に再会し、彼らに協力した。
アドルフォ・モントバーニ
声 - 森川智之
イザベラの息子で、アンジェレッタの父。貴族でないジョバンナとの結婚をイザベラに猛反対され、駆け落ち同然でモントバーニ家を去るが、アンジェレッタが生まれた直後に若くして病死した。
ジョバンナ
声 - 中山真奈美（現・中山さら）
アンジェレッタの母。貴族の出自ではなく貧しい生い立ちだったため、アドルフォとの結婚をイザベラに拒絶される。アンジェレッタを生んだ直後に病死した。
チェルビオ
声 - 沢木郁也
モントバーニ伯爵家の執事を務める。
サベリオ
声 - 新田三士郎（現・小林通孝）
イザベラの親族。モントバーニ家の財産を狙いイザベラに取り入ろうとしている。
マッティーリオ
声 - 志賀克也
イザベラの親族。モントバーニ家の財産を狙いイザベラに取り入ろうとしている。オカマ口調。
イタリア国王
声 - 宝亀克寿 / 演 - 鬼束道歩（ミュージカル版（2022年）
大公の婚礼に招かれてミラノを訪問した。晩餐会でアルフレドがつけた勲章をかつて父王カルロ・アルベルト（声 - 茶風林）が下賜した実物と見抜き、マウリッツィオを逮捕してアルフレドの名誉を回復させた。
ピットリオ・マルティーニ
声 - 岸野一彦
アルフレドとビアンカの父。青年将校であった21年前、クストーツァの戦いでイタリア国王の父君（カルロ・アルベルト）をオーストリア軍から助けたことから勲章を授かり、以来マルティーニ家の家宝とする。多忙で家を空けがちだったが、優しい父親だった。弟のマウリッツォに殺害される。
パトリッツィア・マルティーニ
声 - 高木早苗
アルフレドの母。優しいが、病弱で部屋にこもりがちだった。夫ピットリオと共にマウリッツォに殺害される。
マウリッツィオ・マルティーニ
声 - 中多和宏
アルフレドやビアンカの叔父。マルティーニ家の富と名誉を独占するピットリオを妬んでいた。貴族然とした風貌だが、内面は流されやすい小心者。射撃の腕は一流。妻グラゼーラに唆され、マルティーニ家の財産を独り占めしようとピエモンテの屋敷に放火し、アルフレドの両親を殺害。放火の罪をアルフレドとビアンカに着せた。
アルフレドが持つビットリオの勲章を狙い、アルフレドと脱走したビアンカの命を奪おうとした。第29話で国王に潔白を証明したアルフレドによって悪事が露見し、妻と共に逮捕される。
グラゼーラ・マルティーニ
声 - 沢海陽子 / 演 - 永咲友梨（ミュージカル版（2022年）
アルフレドやビアンカの叔母で、マウリッツォの妻。目的の為には手段を択ばない野心家で、マルティーニ家の財産を独り占めしようと夫を煽り立て、アルフレドの両親を殺害させた。
ビアンカを人質にしてアルフレドから勲章を奪おうと画策していたが、黒い兄弟の活躍によってビアンカを奪還された。イタリア国王臨席の晩餐会にてアルフレドに過去の罪状を暴露され、夫と共に逮捕された。
ランベルト
声 - 山野井仁
マウリッツォの雇った用心棒の1人。屈強な風貌だが、ジョバンニに一発で打ち負かされた。
アントニオ・ルイニ
声 - 小村哲生 / 演 - 和泉宗兵（ミュージカル版（2022年・2025年））
貧しい家庭から子供を安い値段で買い取り、煙突掃除夫としてミラノへ連れて高く売り飛ばす悪人。連れていかれた少年の大半が二度と帰って来ないことから死神ルイニと呼ばれ、恐れられている。
自身の眼鏡に適えばどんな手段をもってしてもその少年を手に入れようとする性格で、ロベルトのトウモロコシ畑に放火し、大きな山火事まで引き起こした。この時代においても人身売買は合法ではなく、密航者のように潜みながら少年たちを馬車に乗せてミラノへと連行する。幸せな家族に嫌悪感を見せる。
船で湖を渡る際に難破して溺れそうになったところをロミオに救われ、複雑な感慨を抱く。その後は暴力や盗みは行わなくなったが、改心はせず、最終回でも変わらず人身売買を続けている。しかし、ロミオは死神の心の中で何かがほんの少しだけ動いた、と感じ取った。
原作ではたびたび登場し、最終的には人身売買の罪で逮捕される。
リゾ
声 - 稲葉実
ロカルノの町でやまねこという名の酒場を経営している。しかし本性は死神の仲間で、やまねこは死神の人身売買の隠れ蓑として使われている。
ムゼッタ
声 - 阿部道子
リゾと協力して死神の人身売買を手伝う女。
バレージ
声 - 徳丸完
ロカルノの町の名医と呼ばれる医者。腕は良い模様でロベルトの怪我も治したが、その分、診察費も高い。
トニオ
声 - 山下啓介
リンゴ園を経営している農夫。馬車に積んだリンゴがなくなった時、そばを通りかかったロミオをリンゴ泥棒だと誤解した。
マルチェロ
声 - 水原リン（現・真山亜子）
トニオの息子。リンゴ泥棒の犯人。
カニーロ
声 - 岸野一彦
ロカルノ日報の新聞記者。新聞売りも兼ねている。
ハンナ
声 - 冬馬由美
カニーロの娘で新聞記者兼新聞売りを兼ねる。働き者で、父親の仕事を立派に継いでいる。
レオ
声 - 佐藤浩之（現・佐藤佑暉）
ロカルノ日報で働く新聞記者。ハンナとは恋人同士の模様。

### 動物たち
ピッコロ
ロミオの友達のオコジョ。ロミオはソノーニョ村に残していくつもりだったが、ミラノまで同行した。ロミオを虐める者には飛び掛って爪で引っ掻く。終盤は出番がほとんど無くなったが、最終回では大人になったロミオと共にピッコロの子孫が登場している（ピッコロ自身という説もあるが、オコジョの寿命は最長でも7年なので、可能性は限り無く低い）。
ミケランジェロ
ロカルノの町で一番の曲芸師と呼ばれる熊。得意は樽乗りである。
パルモ
ロッシ親方の家で飼っている猫。アンゼルモが世話をしている模様。
クレオパトラ
マデーラの家で飼われている犬。おとなしい犬だが光る物を持っていく癖がある。
バッカス
イザベラの飼っている犬。犬種は茶色のドーベルマン。やや狂暴だが、イザベラには懐いている。

## スタッフ
- 製作 - 本橋浩一
- 原作 - リザ・テツナー（福武文庫『黒い兄弟』より）
- 企画 - 清水賢治（フジテレビ）、佐藤昭司
- 製作管理 - 本橋寿一
- 脚本 - 島田満
- 音楽 - 若草恵
- キャラクターデザイン - 佐藤好春
- 美術設定 - 伊藤主計
- 美術監督 - 川口正明
- 音響監督 - 藤野貞義
- 撮影監督 - 森田俊昭、森下成一
- 色彩設計 - 小山明子、大城千恵子、小酒井久代
- プロデューサー - 鈴木吉弘→鈴木専哉（フジテレビ）、余語昭夫
- 監督 - 楠葉宏三
- 制作 - フジテレビ、日本アニメーション

## 主題歌
オープニングテーマ
「空へ…」
作詞 - 佐藤ありす / 作曲 - 岩崎琢 / 編曲 - 若草恵 / 歌 - 笠原弘子
エンディングテーマ
「Si Si Ciao 〜ロマナの丘で〜」
作詞 - 佐藤ありす / 作曲 - 岩崎琢 / 編曲 - 若草恵 / 歌 - 笠原弘子

## 各話リスト
| 話数   | 放送日         | サブタイトル                 | 絵コンテ   | 演出     | 作画監督        |
| ------ | -------------- | ---------------------------- | ---------- | -------- | --------------- |
| 第1話  | 1995年 1月15日 | アルプス! 小さな村の大事件   | 楠葉宏三   | 楠葉宏三 | 佐藤好春        |
| 第2話  | 1月22日        | 運命のはじまり・炎の中の家族 | 宮下新平   | 宮下新平 | 大城勝 佐藤好春 |
| 第3話  | 1月29日        | さよなら・ぼくの村           | 楠葉宏三   | 楠葉宏三 | 井上鋭 佐藤好春 |
| 第4話  | 2月5日         | 似顔絵の少年                 | 楠葉宏三   | 宮下新平 | 大城勝 佐藤好春 |
| 第5話  | 2月12日        | 酒場での一夜                 | 岩本保雄   | 岩本保雄 | アベ正己        |
| 第6話  | 2月19日        | 舟が沈む!! 嵐の中の友情      | 楠葉宏三   | 宮下新平 | 井上鋭 佐藤好春 |
| 第7話  | 2月26日        | 天使の住む家                 | 松川智充   | 松川智充 | 大城勝 佐藤好春 |
| 第8話  | 3月5日         | 天使からの贈り物             | 楠葉宏三   | 楠葉宏三 | 井上鋭 佐藤好春 |
| 第9話  | 3月12日        | 月夜のラブレター             | 佐々木和宏 | 宮下新平 | 大城勝 佐藤好春 |
| 第10話 | 3月19日        | 青空のスケッチブック         | 有原誠治   | 岩本保雄 | 北崎正浩        |
| 第11話 | 4月23日        | 友だちになろう!              | 松川智充   | 松川智充 | 井上鋭 佐藤好春 |
| 第12話 | 4月30日        | 霧の街に消える               | 横田和善   | 宮下新平 | 大城勝 佐藤好春 |
| 第13話 | 5月7日         | 地下水道での再会             | 楠葉宏三   | 楠葉宏三 | 井上鋭 佐藤好春 |
| 第14話 | 5月14日        | 逃げるんだ!! 早く            | 横田和善   | 楠葉宏三 | 大城勝 佐藤好春 |
| 第15話 | 5月21日        | 火をともせ! 11人の誓い       | 松川智充   | 楠葉宏三 | 井上鋭 佐藤好春 |
| 第16話 | 5月28日        | ライバルはアルフレド!        | 横田和善   | 宮下新平 | 大城勝 佐藤好春 |
| 第17話 | 6月4日         | 聖バビラ教会の決闘           | 楠葉宏三   | 楠葉宏三 | 井上鋭 佐藤好春 |
| 第18話 | 6月11日        | 朝日にとどけ! 団結の歌       | 横田和善   | 宮下新平 | 大城勝 佐藤好春 |
| 第19話 | 6月18日        | おばあちゃんは魔法使い       | 松川智充   | 楠葉宏三 | 井上鋭 佐藤好春 |
| 第20話 | 7月2日         | テオじいさんの人形劇         | 横田和善   | 宮下新平 | 大城勝 佐藤好春 |
| 第21話 | 7月9日         | アンジェレッタの秘密         | 楠葉宏三   | 楠葉宏三 | 井上鋭 佐藤好春 |
| 第22話 | 8月6日         | おばあさまに会えた!          | 楠葉宏三   | 宮下新平 | 大城勝 佐藤好春 |
| 第23話 | 8月13日        | さよなら…ぼくの天使          | 楠葉宏三   | 宮下新平 | 井上鋭 佐藤好春 |
| 第24話 | 8月20日        | ねらわれた兄妹               | 横田和善   | 宮下新平 | 大城勝 佐藤好春 |
| 第25話 | 8月27日        | 再会! ビアンカとアルフレド   | 楠葉宏三   | 楠葉宏三 | 井上鋭 佐藤好春 |
| 第26話 | 9月3日         | 誇り高き魂                   | 横田和善   | 宮下新平 | 大城勝 佐藤好春 |
| 第27話 | 9月10日        | 長い一日のはじまり           | 楠葉宏三   | 楠葉宏三 | 井上鋭 佐藤好春 |
| 第28話 | 9月17日        | 貴公子アルフレド             | 横田和善   | 宮下新平 | 大城勝 佐藤好春 |
| 第29話 | 10月22日       | 永遠のアルフレド             | 楠葉宏三   | 楠葉宏三 | 井上鋭 佐藤好春 |
| 第30話 | 10月29日       | 最後の誓い                   | 横田和善   | 宮下新平 | 大城勝 佐藤好春 |
| 第31話 | 12月3日        | 本当の宝物                   | 宮下新平   | 宮下新平 | 佐藤好春        |
| 第32話 | 12月10日       | 素敵なクリスマスイブ         | 横田和善   | 西田健一 | 佐藤好春        |
| 第33話 | 12月17日       | 空へ! 自由の翼にのって       | 楠葉宏三   | 楠葉宏三 | 井上鋭 佐藤好春 |

## 放送局
※放送日時・系列は本番組終了時（1995年12月）のもの。
| 放送地域       | 放送局             | 放送日時           | 放送系列                                     | 備考   |
| -------------- | ------------------ | ------------------ | -------------------------------------------- | ------ |
| 関東広域圏     | フジテレビ         | 日曜 19:30 - 20:00 | フジテレビ系列                               | 制作局 |
| 北海道         | 北海道文化放送     | 日曜 19:30 - 20:00 | フジテレビ系列                               |        |
| 岩手県         | 岩手めんこいテレビ | 日曜 19:30 - 20:00 | フジテレビ系列                               |        |
| 秋田県         | 秋田テレビ         | 日曜 19:30 - 20:00 | フジテレビ系列                               |        |
| 宮城県         | 仙台放送           | 日曜 19:30 - 20:00 | フジテレビ系列                               |        |
| 福島県         | 福島テレビ         | 日曜 19:30 - 20:00 | フジテレビ系列                               |        |
| 新潟県         | 新潟総合テレビ     | 日曜 19:30 - 20:00 | フジテレビ系列                               |        |
| 長野県         | 長野放送           | 日曜 19:30 - 20:00 | フジテレビ系列                               |        |
| 静岡県         | テレビ静岡         | 日曜 19:30 - 20:00 | フジテレビ系列                               |        |
| 富山県         | 富山テレビ         | 日曜 19:30 - 20:00 | フジテレビ系列                               |        |
| 石川県         | 石川テレビ         | 日曜 19:30 - 20:00 | フジテレビ系列                               |        |
| 福井県         | 福井テレビ         | 日曜 19:30 - 20:00 | フジテレビ系列                               |        |
| 中京広域圏     | 東海テレビ         | 日曜 19:30 - 20:00 | フジテレビ系列                               |        |
| 近畿広域圏     | 関西テレビ         | 日曜 19:30 - 20:00 | フジテレビ系列                               |        |
| 島根県・鳥取県 | 山陰中央テレビ     | 日曜 19:30 - 20:00 | フジテレビ系列                               |        |
| 岡山県・香川県 | 岡山放送           | 日曜 19:30 - 20:00 | フジテレビ系列                               |        |
| 広島県         | テレビ新広島       | 日曜 19:30 - 20:00 | フジテレビ系列                               |        |
| 愛媛県         | 愛媛放送           | 日曜 19:30 - 20:00 | フジテレビ系列                               | [ 10 ] |
| 福岡県         | テレビ西日本       | 日曜 19:30 - 20:00 | フジテレビ系列                               |        |
| 佐賀県         | サガテレビ         | 日曜 19:30 - 20:00 | フジテレビ系列                               |        |
| 長崎県         | テレビ長崎         | 日曜 19:30 - 20:00 | フジテレビ系列                               |        |
| 熊本県         | テレビ熊本         | 日曜 19:30 - 20:00 | フジテレビ系列                               |        |
| 鹿児島県       | 鹿児島テレビ       | 日曜 19:30 - 20:00 | フジテレビ系列                               |        |
| 沖縄県         | 沖縄テレビ         | 日曜 19:30 - 20:00 | フジテレビ系列                               |        |
| 山梨県         | 山梨放送           | 水曜 16:30 - 17:00 | 日本テレビ系列                               |        |
| 高知県         | 高知放送           | 金曜 16:30 - 17:00 | 日本テレビ系列                               | [ 11 ] |
| 大分県         | テレビ大分         | 水曜 16:00 - 16:30 | 日本テレビ系列 フジテレビ系列                | [ 12 ] |
| 宮崎県         | テレビ宮崎         | 日曜 18:00 - 18:30 | フジテレビ系列 日本テレビ系列 テレビ朝日系列 | [ 12 ] |

## 海外での放送
前作までと同様に、ドイツでもテレビ放送が行われており、現時点では本作品が同国で放送された最後の作品となっている。また、同国では原作小説の『黒い兄弟』を意味する『Die Schwarzen Brüder』のタイトルで放映され、主人公の名前が「ロミオ」から「ジョルジョ」に変更されているなど、登場人物の名称も原作に準じたものとなっている。
本作品の舞台となったイタリアでは、『Spicchi di cielo tra baffi di fumo』というタイトルで放送された。そのほか、韓国、フィリピン、アラビア語圏などでも放送された。

## デジタルリマスター版
前作までと同様に、本作品でもデジタルリマスターHD版が制作された。画面比が16:9に変更され、画面の上下がカットされている。2014年5月4日よりキッズステーション（CS放送）の「キッズステーション 世界名作劇場」枠にて放送後、独立U局などでも放送された。

## 映像ソフト化
テレビシリーズのDVDは2001年8月25日 - 11月25日にかけて全8巻が発売、各月ごとに2巻ずつ同時発売という販売形態であった。また2009年7月24日には低価格版のDVD-BOXとして、「ロミオの青い空 DVDメモリアルボックス」全1巻が発売された。販売元はいずれもバンダイビジュアル。

## ネット配信
2021年現在、Netflixなど各種動画配信サービスにて、本作品の全話配信が実施されている他、YouTubeでも日本アニメーションの公式チャンネルである「日本アニメーション・シアター」にて、他のシリーズ作品と同様に2009年より第1話が無料配信されている。また同チャンネルでは、本作品の放送25周年を記念した全話一挙配信（2020年9月1日 - 9月22日）や、ミュージカル上映記念の一挙無料配信（2022年2月1日 - 4月3日）、ミュージカル再演を記念した期間限定の無料配信（2025年4月1日 - ）も行われた。

## メディア
- ロミオの青い空 ドラマソングブック Vol.1
- ロミオの青い空 オリジナルサウンドトラック Vol.2
- ロミオの青い空 オリジナルサウンドトラック Vol.3
- ロミオの青い空 メモリアルソング・ピアノコレクション
- 世界名作劇場 メモリアル音楽館 ロミオの青い空

- アニメイトカセットコレクション「ロミオの青い空」※ドラマ A面「モントバーニ家の亡霊」B面「ビアンカの日記」未CD化
- コロちゃんパック（絵本、カセット）「ロミオの青い空」A面：天使からの手紙 B面：ライバルはアルフレド 未CD化 ※主題歌を朝川ひろこがカヴァーして歌っている。

## 舞台
舞台「ロミオの青い空～もうひとつの空～」 というタイトルで、2009年3月5日から8日に中野新井薬師 ウエストエンドスタジオにて上演された。脚本は千寿貴子、演出は吹田沙矢。

## ミュージカル
『ミュージカル「ロミオの青い空」』 というタイトルで、2022年3月31日から4月3日に東京建物 Brillia HALL （豊島区立芸術文化劇場）にて上演。
ミュージカル化は2021年9月に発表され、当初は3月30日から全9公演を予定していたが、このうち初日の公演（3月30日18:00）と31日12:00については、稽古期間中に発生した公演関係者の新型コロナウイルス感染に起因した稽古の遅れ、それに長時間の公演とそれに伴うステージ上での安全面を考慮し中止の運びとなった。さらに出演キャストの急病や怪我により、4月1日18:00、2日18:00、3日11:30の3公演についても中止とされた。
公演中止を受けて、2022年3月30日18:00と31日12:00の公演チケット所持者を対象に、31日に行われた『取材入り最終リハーサル』の無料見学を実施したり、4月1日18:00公演と2日18:00と3日11:30公演の公演チケット所持者が会場内のグッズ販売に入場できるようにするなどといった対応が取られた（いずれもチケットは払い戻しに必須のため回収はしていない）。千秋楽は公演終了から2022年4月10日まで配信が行われた。Blu-ray化され2022年10月28日に発売されている。
上記公演から3年を経て、2025年には日本アニメーション創立50周年、世界名作劇場放送50周年、そして本作品の放送30周年を記念した、ミュージカルの再演が決定。前述の通り初演が公演中止という事態に見舞われながらも、再演を望む声が多数寄せられたことを受けてのものであり、2月28日に行われた再演決定の発表に際しては、物語により深みを与えるべく『ミュージカル「ロミオの青い空」～誓い～』『ミュージカル「ロミオの青い空」～絆～』の前後編・2部作にて上演されることも併せて告知された。

### キャスト（ミュージカル）
アンサンブル（2022年）
- 池田恵理
- 中村ひより
- 桃菜
- 飯沼帆乃佳
- 市原果歩
- 聖司朗

アンサンブル（2025年前編）
- 田久保宗稔
- A.Lyssa
- 今泉和歌子
- 川代峻平
- 北村瞳
- 小松千紗都
- 武岡宏樹
- 田村太輝
- 根岸葵海
- 福島滉史郎
- 藤白えんり

### スタッフ（ミュージカル）
- 原作 - リザ・テツナー（「黒い兄弟」より）[17][9]
- 監修 - 日本アニメーション[17][9]
- 脚本 - 鄭光誠（2022年・2025年）[17][9]
- 演出 - 西森英行（2022年）[17]、鄭光誠（2025年）[9]
- 音楽 - 和田俊輔[17][9]